# Ezkurra

Ezkurra là một đô thị trong tỉnh và cộng đồng tự trị Navarre, Tây Ban Nha. Đô thị này có dân số là 186 người. Đô thị nằm ở độ cao 525 m trên mực nước biển, cách tỉnh lỵ 58 km.
Cư dân ở đây sử dụng hai ngôn ngữ chính thức là tiếng Basque cùng với tiếng Tây Ban Nha. Ngoài ra tiếng Castillan cũng được sử dụng.

## Biến động dân số
| Biến động dân số                                      | Biến động dân số | Biến động dân số | Biến động dân số | Biến động dân số | Biến động dân số | Biến động dân số | Biến động dân số | Biến động dân số | Biến động dân số | Biến động dân số |
| 1996                                                  | 1998             | 1999             | 2000             | 2001             | 2002             | 2003             | 2004             | 2005             | 2006             | 2007             |
| ----------------------------------------------------- | ---------------- | ---------------- | ---------------- | ---------------- | ---------------- | ---------------- | ---------------- | ---------------- | ---------------- | ---------------- |
| 253                                                   | 252              | 245              | 232              | 224              | 213              | 204              | 200              | 200              | 193              | 186              |
| Nguồn: Ezkurra et instituto de estadística de navarra |                  |                  |                  |                  |                  |                  |                  |                  |                  |                  |